# Hanna Hartman
Hanna Hartman (geboren am 27. Oktober 1961 in Uppsala) ist eine Schwedische Komponistin und Klangkünstlerin. Sie lebt seit 2020 in Berlin.

## Leben
Von 1982 bis 1988 studierte Hanna Hartman Literatur- und Theaterwissenschaft an der Universität Stockholm. Von 1989 bis 1991 schloss sich ein Studium der Interaktiven Medien am Dramatiska Institutet, der Hochschule für Film, Radio, Fernsehen und Theater Stockholm an, und 1992 ein weiterer Studiengang am EMS (Electro Acoustic Music) in Stockholm. Seit 1991 ist sie freiberuflich für den schwedischen, dänischen und deutschen Rundfunk tätig, wobei sie 1996 als Dramaturgin in der Hörspielabteilung der Schwedischen Hörfunkanstalt beschäftigt war. 1998 verlegte sie ihr Studio von Stockholm nach Kopenhagen, im Jahr 2000 nach Berlin.
Ihre Kompositionen wurden bei zahlreichen Festivals aufgeführt, unter anderem bei den Wittener Tagen für neue Kammermusik (2006), beim Festival Ultraschall Berlin, dem Huddersfield Contemporary Music Festival (2013, 2016, 2017, 2018) und bei ECLAT in Stuttgart (2017). 
Von 2005 bis 2015 war Hanna Hartman zusammen mit Sabine Ercklentz, Andrea Neumann, Ana Maria Rodriguez und Ute Wassermann festes Mitglied des bis 2017 bestehenden, kollektiv agierenden Klangkunstquintetts Les Femmes Savantes aus Berlin, das sich als Vertreter der sogenannten „Echtzeitmusik“ verstand. Typisch für die Kompositionen von Les Femmes Savantes sei die Arbeit mit „fremden Klängen“ anstelle von Melodien und Rhythmen und eine Reduktion „auf das Klangspektrum, das in der Tonkunst früher zu den unerwünschten ‚Nebengeräuschen‘ gezählt“ worden sei, so Tim Caspar Boehme in der taz. Die rein weibliche Besetzung sei den Musikerinnen bei der Gründung des Quintetts ein Anliegen gewesen – um Frauen in der zeitgenössischen Musik sichtbarer zu machen.
Hanna Hartman ist Mitglied der Akademie der Künste Berlin.

## Werk
Seit 1990 hat Hanna Hartman im Bereich der elektroakustischen Musik zahlreiche Werke für das Radio entwickelt und Klanginstallationen und Performances geschaffen. Seit einigen Jahren schreibt sie auch Musik für Instrumentalensembles. Ihre Kompositionen bauen oft auf Field Recordings auf, also Klängen und Geräuschen des Alltags und im Außenraum, „die aus ihrem ursprünglichen Kontext herausgelöst und in neue Konstellationen mit scheinbar kontrastierenden Klangobjekten gesetzt werden.“ So collagierte sie etwa in Shadowbox (2014) ausschließlich das Geräusch platzender Papiertüten.
Eine erste große Auszeichnung erhielt Hanna Hartman für die Geräusche des Monats. Die Idee zu den Klangkunstminiaturen im DeutschlandRadio Berlin kam ursprünglich von Götz Naleppa, der Hartman mit einem kleinen Pausenfüller, dem Geräusch des Monats, zwischen seiner Hörspielsendung und dem Nachtprogramm des Radiosenders beauftragte. 1998 wurden beide dafür mit dem Medienpreis Prix Europa ausgezeichnet. Aus den Miniaturen entstand 1999 mit Cikoria. Eine Reise. Ein Jahr ein Hörspiel in Feature-Länge. Der Titel bezieht sich auf die vielseitigen Nutzungsarten der Zichorie, deren Blätter als Salat und deren Wurzeln als Kaffeeersatz verzehrt werden. Ebenso kontrastierend und vielseitig wirken im Hörstück Hartmans die verschiedenen Klänge zusammen. Markus Collalti beschrieb die Klangcollage in der Frankfurter Allgemeinen Zeitung als „akustische Ikonen, deren rätselhafte Formensprache“ locke, „nach einer tieferen Botschaft im Fluss der Klänge zu suchen, die keiner Worte mehr“ bedürfe. Das Stück sei „weit entfernt davon, ein Hörspiel zu sein“, vielmehr erinnere es „an eine Symphonie“.
Im Jahr 2005 erhielt sie den Karl-Sczuka-Hörspielpreis für das für den Bayerischen Rundfunk produzierte und nur achteinhalb Minuten lange Hörstück Att fälla grova träd är förknippat med risker (auf Deutsch: Das Fällen hoher Bäume ist mit Risiken verbunden). Eleonore Büning versteht es in der FAZ als „abstraktes Musikstück“ mit durchstrukturierter Klangabfolge und von „formaler Konsequenz“. Darüber hinaus sei es eine akustische „Erzählung vom Fällen, vom Fallen, und dem, was im Fall eines Falles daraus“ folge. Es sei ein „Hörspiel ohne Worte, sogar mit Handlungsfäden zum Weiterdenken.“
Für das Hörstück Törst wurde sie 2016 mit dem renommierten französischen Hörspielpreis Prix Phonurgia Nova ausgezeichnet. Das Stück befasst sich mit dem Klang des Wassers, „vom Quellenplätschern bis zum Wellenrauschen.“ Die Komponistin begab sich darin auf die Suche nach dem Klang des versiegenden Wassers und mit ihrem Aufnahmegerät an Orte, die unter Wassermangel leiden. Zu hören sind die Geräusche leerer Wasserleitungen, Brunnen und Bewässerungsanlagen. „Statt Sprudeln und Rauschen erklingt dort nun Pfeifen, Zischen und Röcheln“, so das Portal radiohoerer.info.

## Diskografie
- 2002: Hanna Hartman, Elektron Records
- 2005: Longitude/Cratere, Komplott[13]
- 2007: Ailanthus, Komplott[14]
- 2011: H ^ 2, Komplott[15]
- 2016: Black Bat, Komplott[16]

## Filmografie
- 2019: Happiness Machine (Animationsfilm, Komposition)

## Hörspiele (Auswahl)
- 1999: Cikoria. Eine Reise. Ein Jahr, Deutschlandradio
- 2001: Schrauben, Sender Freies Berlin/Ostdeutscher Rundfunk Brandenburg
- 2002: Karin Fossum: Fremde Blicke, Regie: Götz Naleppa, Deutschlandradio
- 2003: Cratere, Deutschlandradio
- 2004: Das Fällen hoher Bäume ist mit Risiken verbunden, Bayerischer Rundfunk
- 2005: Wespen Vesper, Deutschlandradio
- 2011: Törst, Deutschlandradio
- 2014: Black Bat (Turgor), Deutschlandradio
- 2016: Fracture, Deutschlandradio
- 2019: Heat, Deutschlandfunk Kultur
- 2021: Fog Factory, SWR2
- 2024: The Shadow, Deutschlandfunk Kultur

Quelle: ARD Hörspieldatenbank

## Auszeichnungen (Auswahl)
- 1998: Prix Europa für Geräusche des Monats im DeutschlandRadio Berlin[17]
- 2000: Karl-Sczuka-Förderpreis für Cikoria. Eine Reise. Ein Jahr[18]
- 2004: Författarförbundets Radiopris[19]
- 2005: Karl-Sczuka-Preis für Att fälla grova träd är förknippat med risker (auf Deutsch: Das Fällen hoher Bäume ist mit Risiken verbunden)[20]
- 2006: Phonurgia Nova Prize für Longitude 013°26’E
- 2008–2009: Composer in Residence beim Schwedischen Hörfunk
- 2010: Villa-Aurora-Stipendium[21]
- 2011: Rosenbergpriset[22]
- 2016: Phonurgia Nova Prize für Törst[12]
- 2018: Palma Arts Acustica Prize für Crush[12]
- 2019: Composer in Residence beim Huddersfield Contemporary Music Festival
- 2021: Karl-Sczuka-Preis für Fog Factory
- 2021: Rompreis Villa Massimo[23]